# Авдеев, Михаил Юрьевич
Михаи́л Ю́рьевич Авде́ев (род. 6 марта 1977, Москва) — российский политический деятель. Депутат Государственной думы Российской Федерации VI , VII и VIII-го созывов от КПРФ (2011—2016, c 2018). Член Комитета Государственной думы VIII созыва по строительству и жилищно-коммунальному хозяйству.
Из-за нарушений находится под персональными санкциями 27 стран ЕС, Великобритании, США, Канады, Швейцарии, Австралии, Японии, Украины, Новой Зеландии.

## Биография
Родился 6 марта 1977 года в Москве.
Образование высшее, в 1998 году с отличием окончил Московский университет потребительской кооперации Центросоюза Российской Федерации по специальности «Маркетинг». В 2010 году с отличием окончил Российскую академию государственной службы при Президенте Российской Федерации по специальности «Юриспруденция».
После окончания вуза занимал руководящие должности на предприятиях производственного комплекса Московской области.
В 2007 году в составе списка КПРФ избран депутатом Московской областной Думы четвёртого созыва, занимал должность Председателя Комитета по экономической и инновационной политике.
4 декабря 2011 года избран депутатом Государственной Думы Федерального Собрания Российской Федерации шестого созыва от Московской области.
В Государственной Думе шестого созыва занимал должность заместителя председателя Комитета по земельным отношениям и строительству. Возглавлял Экспертный совет по земельным отношениям при Комитете. Принимал активное участие в работе над изменениями и дополнениями в Градостроительный кодекс Российской Федерации, земельное законодательство.
2 октября 2018 года получил мандат депутата Государственной Думы Федерального Собрания Российской Федерации седьмого созыва от Московской области (региональная группа № 27). Мандат освободился после перехода Алексея Русских в Совет Федерации. Занимает должность первого заместителя председателя Комитета по транспорту и строительству.
19 сентября 2021 года избран депутатом Государственной Думы Федерального \собрания Российской Федерации восьмого созыва от Ульяновской области (региональная группа № 31). Член Комитета по строительству и жилищно-коммунальному хозяйству.
М. Ю. Авдеев член фракции КПРФ в Государственной Думе. Член ЦК КПРФ, член Бюро Московского областного отделения КПРФ.

## Законотворческая деятельность
С 2011 по 2019 год, в течение исполнения полномочий депутата Государственной Думы VI и VII созывов, выступил соавтором 21 законодательной инициативы и поправки к проектам федеральных законов.

## Санкции
Из-за поддержки российской агрессии и нарушения территориальной целостности Украины во время российско-украинской войны находится под персональными международными санкциями разных стран.
23 февраля 2022 года, из-за признания самопровозглашённых ДНР и ЛНР, включён в санкционный список Евросоюза, так как «поддерживал и проводил действия и политику, которые подрывают территориальную целостность, суверенитет и независимость Украины, которые еще больше дестабилизируют Украину».
24 февраля 2022 года, включён в санкционный список Канады «близких соратников режима» за голосование о признании независимости «так называемых республик в Донецке и Луганске».
24 марта 2022 года, на фоне вторжения России на Украину, включен в санкционный список США за «соучастие в войне Путина» и «поддержку усилий Кремля по вторжению в Украину», Госдеп США заявил что депутаты Госдумы используют свои полномочия для преследования инакомыслящих и политических оппонентов, нарушают свободу информации, ограничивают права человека и основные свободы граждан России.
По аналогичным основаниям с 11 марта 2022 года находится под санкциями Великобритании. С 25 февраля 2022 года находится под санкциями Швейцарии. С 26 февраля 2022 года находится под санкциями Австралии. С 12 апреля 2022 года находится под санкциями Японии. Указом президента Украины Владимира Зеленского от 7 сентября 2022 находится под санкциями Украины. С 3 мая 2022 года находится под санкциями Новой Зеландии.

## Награды и премии
- Почётная грамота Президента Российской Федерации
- Почётная грамота правительства Российской Федерации (16 декабря 2019) — за большой вклад в развитие российского парламентаризма и активную законотворческую деятельность[16]
- Почетный знак Государственной Думы «За заслуги в развитии парламентаризма»
- Почетная грамота Государственной Думы
- Почетная грамота Московской областной Думы
- Знак Губернатора Московской области «Благодарю»
- Знак Губернатора Московской области «За полезное»
- Почетный знак Московской областной Думы «За вклад в развитие законодательства»
- Почетный знак Московской областной Думы «За труды»

## Сведения о доходах[17]
| Год  | Общая сумма декларированного дохода (руб.) | Объекты недвижимого имущества, принадлежащие на праве собственности | Транспортные средства, принадлежащие на праве собственности |
| ---- | ------------------------------------------ | --- | ----------------------------------------------------------- |
| 2011 | 8105879,00                                 | квартира (общая совместная собственность) 53,30 m² (Россия), квартира (общая совместная собственность) 53,00 m² (Россия), квартира (общая совместная собственность) 169,90 m² (Россия)       | автомобили легковые: BMW 735LI, Mercedes-Benz 350 4MATIK    |
| 2012 | 2000057,00                                 | квартира (общая совместная собственность) 53,30 m² (Россия), квартира (общая совместная собственность) 53,00 m² (Россия), квартира (общая совместная собственность) 169,90 m² (Россия)       | автомобили легковые: BMW 735LI, Mercedes-Benz 350 4MATIK    |
| 2013 | 2777236.00                                 | квартира (общая совместная собственность) 53,30 m² (Россия), квартира (общая совместная собственность) 53,00 m² (Россия), квартира (общая совместная собственность) 169,90 m² (Россия)       | автомобиль легковой Mercedes-Benz 350 4MATIK                |
| 2014 | 3882888.00                                 | квартира (общая совместная собственность) 53,30 m² (Россия), квартира (общая совместная собственность) 53,00 m² (Россия), квартира (общая совместная собственность) 169,90 m² (Россия)       | автомобили легковой Mercedes-Benz S 350 4MATIС              |
| 2015 | 5885562.99                                 | квартира (общая долевая собственность, 1/2) 53,30 m² (Россия), квартира (общая долевая собственность, 1/2) 53,00 m² (Россия), квартира (общая долевая собственность, 1/2) 169,90 m² (Россия) |                                                             |
| 2018 | 4677154,02                                 | нежилое помещение 197,30 m² (Россия) |                                                             |